# Peter de Rivo
Peter de Rivo - filozof, członek wydziału sztuk uniwersytetu w Leuven. Zajmował się badaniem tego, jaką wartość logiczną mają zdania dotyczące przyszłości. Interesowała go szczególnie wartość logiczna przepowiedni i proroctw zawartych w Biblii (jak np. ustalenie, czy przepowiednia Jezusa, że Piotr go zdradzi była prawdziwa w momencie jej wypowiedzenia ). Ostatecznie uznał, że tego typu zdania oznaczają się trzecią wartością logiczną. Jego koncepcja została potępiona między innymi przez Francesca  della Rovere (papieża Sykstusa IV), gdyż heretykcie poglądy także mogą dotyczyć przyszłości, a są fałszywe.